# أفعى فلسطين
أفعى فلسطين (الاسم العلمي: Daboia palaestinae) ، هي نوع من أنواع الزواحف التي تنتمي لجنس الحنفش من فصيلة الأفعويات. وهي أفعى سامة متواجدة في فلسطين وسوريا والأردن ولبنان. تعتبر هذه الأفعى من أكثر الأفاعي المسببة لحالات لدغات الأفاعي في المجال الجغرافي الذي تتواجد به. لم يتم التعرف على أي تصنيف في الوقت الحالي لأنواع فرعية من أفعى فلسطين.

## الوصف

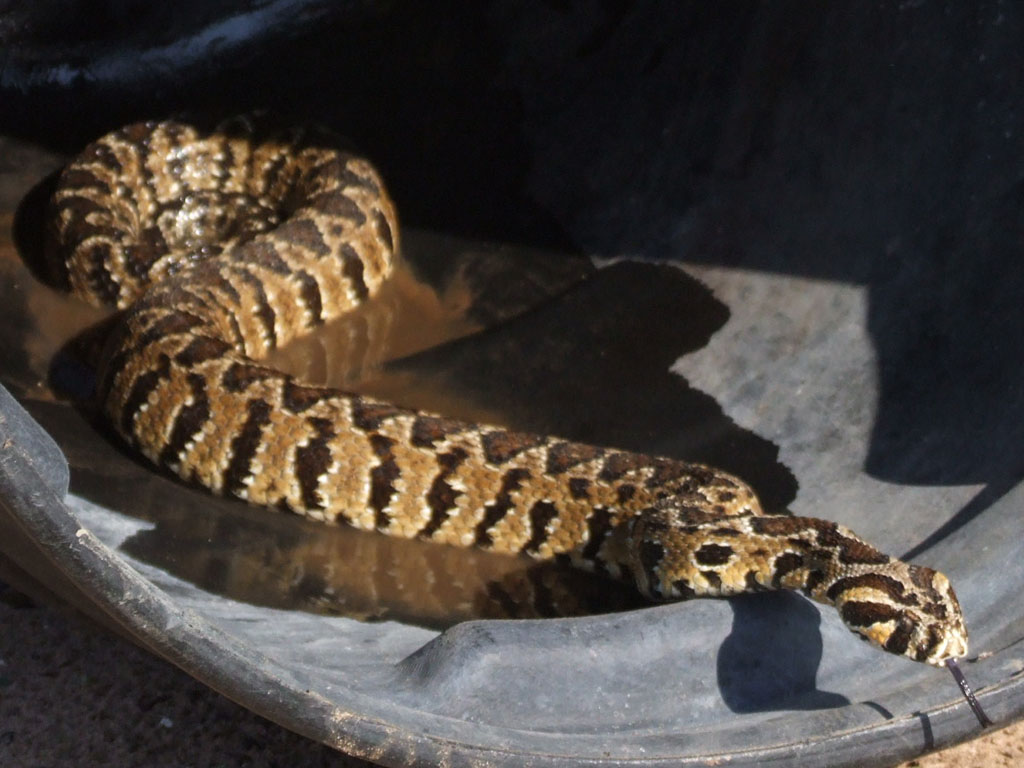
أفعى فلسطين

معدل طول هذه الافعى هو حوالي 80 - 90 سم، ويبلغ طولها حوالي 130 سم كحد أقصى. يميل لونها إلى الأصفر مع وجود خطوط ملتوية ذات لون غامق من ذنبها وحتى رأسها الذي له شكل مثلثي. عرض جسم الأفعى كبير نسبيا وذيلها قصير (طول ذيل الأنثى أقصر من طول ذيل الذكر).
الأفعى البقلاوية تعيش في نفس النطاق الجغرافي الذي تعيش به أفعى فلسطين، وتتشابه معها من حيث طول ولون الجسم; واسلوب الدفاع، لدرجة انه من الشائع جدا الخلط بينهما , الا ان الأفعى البقلاوية تعتبر غير سامة وغير مؤذية. وجه الشبه بينهما على الأرجح يعتبر حالة من  المحاكاة البيتسية.

## التوزيع الجغرافي
يتواجد هذا النوع من الأفاعي في فلسطين، وغرب سوريا، وشمال غرب الأردن، ولبنان.
بعض المصادر تصف إنتشار هذه الافعى بأنه محدود نسبيا، حيث انها تتواجد في السهول الساحلية حول البحر الأبيض المتوسط والأراضي الداخلية بجانبه في كل من الدول الآتية ، فلسطين و لبنان والأراضي والمناطق القريبة منهما التي تمتد نحو سوريا والأردن.
تم العثور على أفعى فلسطين في تركيا عام 2017.

## الغذاء
تتغذى أفعى فلسطين بشكل رئيسي على القوارض، العلجوم وحيوانات صغيرة أخرى، وتستطيع افعى فلسطين تسلق أماكن عالية أيضاً، الأمر الذي يمكنها من التغذي على العصافير.

## الاحتكاك مع الإنسان
الأفعى شائعة جداً في مكان تواجدها وليس من الغريب تواجدها قرب المنازل والعديد من الأبنية المختلفة والأراضي العشبية.
عضة هذه الأفعى تسبب ألم مبرح في مكان العضة، وبعد مرور مدة من الزمن، يحدث ورم في مكان العضة وبعد ذلك تبدأ منطقة العضة بالاسوداد والتقرح. ومن الممكن أن يدخل المصاب في صدمة نتيجة العضة. وقد تؤدي العضة إلى بتر العضو المصاب أو إلى الوفاة. عند حالة الإصابة، من المتبع ان يتم محاولة منع السم من الانتشار وتهدئة المصاب ونقله بأسرع وقت إلى العيادة من أجل أخذ مضاد للسم.

## السم
الجرعة المميتة الوسطية لهذه الأفعى هي 0.34 مغ/كغ. يتواجد مضاد للسم هذا منذ النصف الأخير للقرن ال 20، ويعتبر مضاد آمن وفعال. ولكن بين الحين والآخر ؛ هذا الأمر لا يمنع الموت من عضة هذه الأفعى، إحتمالية الوفاة من العضة هذه هي 0.5% - 2%. تم الإفادة أن 7 أشخاص
على الأقل توفوا نتيجة عضة هذه الأفعى في إسرائيل خلال القرن ال 21 حتى الآن.
يحتوي سم أفعى فلسطين على أربع مجموعات على الأقل من المركبات الفعالة :
1) سموم عصبية
2) سموم مسببة للنزيف
3) أنجيونيورين
4) عدة أنواع مختلفة من السموم المعيقة لمستقبلات الإنتغرين.

## التكاثر
موسم التناسل عند هذه الأفعى هو حول شهر أيار. الأفعى هذه تتكاثر عن طريق البيوضية وليس عن طريق الولودية كمعظم الأفاعي. تضع الأفعى بيوضها حول شهر أغسطس ويتفقس البيض بعد مرور شهر ونصف حتى شهرين. الأفاعي الصغيرة من هذا النوع لديها جهاز سمي مكتمل ولذلك تستطيع عض وقتل فريستها.